# フレゼリゲ・アメーリエ・ア・ダンマーク

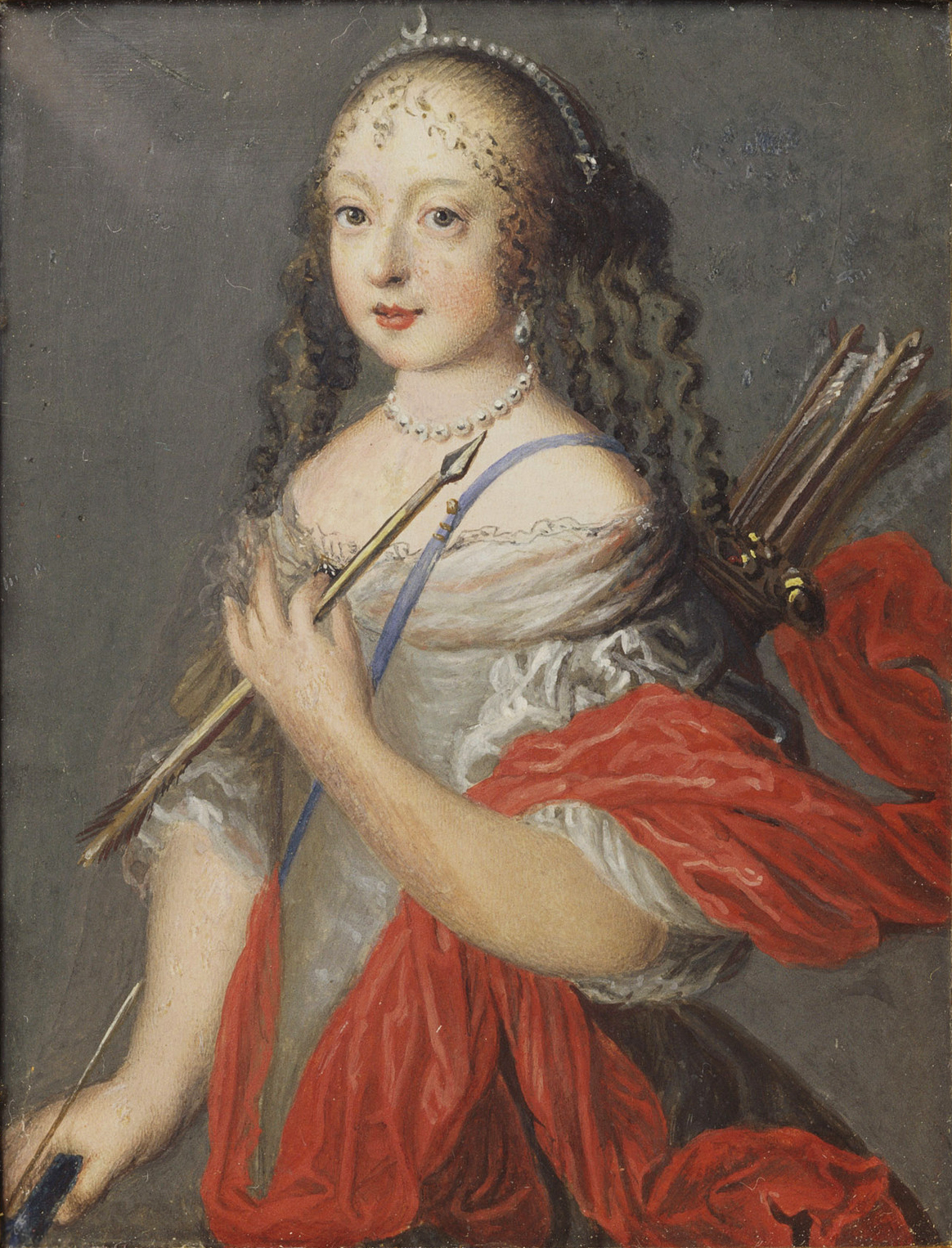
ディアナ女神に扮した、少女時代のフレゼリゲ・アメーリエ王女

フレゼリゲ・アメーリエ・ア・ダンマーク（Frederikke Amalie af Danmark, 1649年4月11日 - 1704年10月30日）は、ドイツ＝デンマーク系のシュレースヴィヒ＝ホルシュタイン＝ゴットルプ公クリスチャン・アルブレクトの妻。

## 生涯
デンマーク王フレゼリク3世とその妻でカレンベルク侯ゲオルクの娘であるゾフィー・アマーリエの間の第3子、次女として生まれた。1667年10月24日にグリュックスブルク城において、又従兄にあたるゴットルプ公クリスチャン・アルブレクトと結婚した。
この結婚の4カ月前にあたる1667年6月19日に、同族のオルデンブルク伯アントン・ギュンターが継嗣の無いまま死去していた。彼の遺したオルデンブルク伯領およびデルメンホルスト伯領の相続権をめぐり、フレゼリゲ・アメーリエの父フレゼリク3世と、ゴットルプ公アルブレクトの間で係争が起きつつあったが、この結婚によって、両者は一時的に和解に至った。2つの伯爵領は、デンマーク王家に帰属することが決まった。彼女とアルブレクトの結婚は、同じオルデンブルク家の一門でありながら、長く対立関係を続けていた本家・デンマーク王室と分家・ゴットルプ公爵家の間に平和をもたらすための政略結婚だった。
しかし、両家の間の対立関係はすぐに再燃した。フレゼリゲ・アメーリエは兄王クリスチャン5世と夫アルブレクトの間の板挟みとなり、苦しんだ。ゴットルプ公爵夫妻の夫婦仲も険悪になり、公爵夫人は夫君から暴力を受けるようになった。一方、フレゼリゲ・アマーリエは実家のデンマーク王家では大事にされ、愛情深い関係を保った。
ゴットルプ公爵家がデンマーク王家に対抗するためスウェーデンと提携していたこともあり、フレゼリゲ・アメーリエは夫とともに妹のスウェーデン王妃ウルリカ・エレオノーラの許をしばしば訪れた。フレゼリゲ・アメーリエは厳格なストックホルム宮廷に陽気な祝宴やお祭り騒ぎを広め、これはスウェーデン人たちに好意的に受け止められた。
1694年に夫と死別した後は、2人の息子が強硬な反デンマーク政策を採ったために、フレゼリゲ・アメーリエの立場は再び困難なものとなった。1704年に彼女が世を去ると同時に、デンマーク王家とゴットルプ公爵家の絆は断たれ、両者の戦争は再開された。

## 子女
夫との間に2男2女をもうけた。
- ソフィー・アメーリエ（1670年 - 1710年） - 1695年、ブラウンシュヴァイク＝ヴォルフェンビュッテル公アウグスト・ヴィルヘルムと結婚
- フレデリク4世（1671年 - 1702年） - シュレースヴィヒ＝ホルシュタイン＝ゴットルプ公
- クリスチャン・アウグスト（1673年 - 1726年） - リューベック司教
- マリー・エリサベト（1678年 - 1755年） - クヴェトリンブルク修道院（英語版）院長

## 引用
1. ↑  佐保、P89.
2. ↑  佐保、P88.